# Свети Никола (Башино село)
Вижте пояснителната страница за други значения на Свети Никола.
„Свети Никола“ (на македонска литературна норма: „Свети Никола“) е възрожденска православна църква във велешкото Башино село, централната част на Северна Македония. Църквата е построена в 1840 и изписана в 1870 година.
Стенописите на северната стена и иконостасните икони в църквата вероятно са дело на Теодосий Зограф от Велес и сина му Илия.